# Памятник Ленину в Лужниках
Памятник В. И. Ленину в Лужниках установлен в 1960 году в Москве на площади перед центральным входом стадиона «Лужники». Авторы монумента — скульптор М. Г. Манизер и архитектор И. Е. Рожин. Памятник имеет статус выявленного объекта культурного наследия.

## История
В 1940 году по проекту скульптора М. Г. Манизера был выполнен Памятник В. И. Ленину в Ульяновске. Вариант этой статуи скульптор изготовил в 1958 году для центрального зала советского павильона на Всемирной выставке в Брюсселе, за что был награждён Почётным дипломом. После завершения выставки Всесоюзная торговая палата по просьбе исполкома Моссовета передала эту скульптуру Москве. Статуя была установлена на постамент перед центральным входом стадиона «Лужники» (в то время — «Центральный стадион имени В. И. Ленина»). Торжественное открытие памятника состоялось 22 апреля 1960 года — к 90-летию со дня рождения В. И. Ленина.

## Описание
Восьмиметровая бронзовая статуя Ленина установлена на ступенчатом постаменте из серого полированного гранита. Ленин стоит с непокрытой головой в накинутом на плечи пальто. Полы пальто как будто развеваются ветром, образуя складки. Взгляд вождя революции устремлён вдаль.